# 攻撃機
攻撃機（こうげきき）は、地上や洋上の目標の攻撃を主任務とする航空機である。主要搭載兵装は空対地・空対艦ミサイル、精密誘導爆弾、通常爆弾、ロケット弾で、多くの攻撃機が任務や目標に応じて搭載兵装を変更できる多用途性を有している。
似た軍用機として爆撃機があり、より多くの爆弾類を搭載し強力な破壊力を持たせた航空機は爆撃機として分類される。進化が進み、トーネード IDSが9トン以上、F/A-18Cは7トン以上の爆弾類を搭載でき、第二次世界大戦の爆撃機並みの搭載量だが、純粋な爆撃機も進化が進みB-52Hは27トン、B-1Bは34トン、ステルス性を優先し搭載量を若干犠牲にしたB-2Aでも22トンと、従来より飛躍的に増加している。
航空機のジェット化が進み、レーダー、電子技術、ミサイルなどの兵装の発達で従来の機種は整理され、特に戦闘機は空戦を専門とするタイプと大量の兵装を装備できる戦闘攻撃機タイプが主流になり、兵装の交換により対空、対地、対艦といった幅広い任務に対応するマルチロール機へと進化していった。攻撃機はマルチロール化した戦闘機に集約されて機種が減る一方、練習機などと基本設計が兼用の軽攻撃機も広く使われる。
日本の航空自衛隊では「攻撃」という表現が避けられ、支援戦闘機と呼ばれていたが、マルチロール機の発展で通常の戦闘機に役割を統合され消滅した。

## 種類
戦闘攻撃機
戦闘機用の兵装と攻撃機用の兵装の双方を搭載でき、また、状況に応じて戦闘機としても攻撃機としても活動できるのが戦闘攻撃機である。戦闘機にも爆弾などを搭載・運搬することはできるが、対地攻撃用システムを搭載していなければ精度に限界があるため、その場合は戦闘攻撃機とは呼ばない。あくまで、戦闘機としても攻撃機としても不足ない能力を兼ね備えた多用途機のことである。
似たものに戦闘機と爆撃機の能力を兼ね備えた戦闘爆撃機がある。攻撃機の搭載量が高まった面から見れば同じものである。
軽攻撃機（COIN機）
練習機を転用した軽攻撃機は破壊力も小さく、おもに限定された目標の攻撃や対ゲリラ戦などに利用される。
しかし、アルファジェットやホークのような中上級訓練向けの高等ジェット練習機から発展したものは大型の対艦ミサイル（重量1,000ポンド～2,000ポンド程度）を携行できるため、必ずしも機体が小型あるいはベース機が練習機であるからといって軽攻撃機とは言いがたい。
近接支援機
航空攻撃によって連携を取り、地上部隊の支援する任務を近接航空支援（CAS）と呼び、この用途に使われる攻撃機を近接支援機と呼ぶ。対地攻撃用兵装の攻撃機や軽攻撃機がこの任務に当たり、A-10や後述のSu-25系を除き、専用機はほぼない。
一方、ソビエト連邦では近接航空支援を主体とする攻撃機に対して、伝統的にシュトゥルモヴィーク(襲撃者)と呼ばれる独自の機種区分を与えており、現在のロシアでも引き続き用いられている。
日本陸軍ではシュトゥルモヴィークに相当する任務を行う攻撃機を襲撃機と呼称しており、「軽快な低空運動性・低搭載量・低常用高度・固定機関砲装備・装甲装備」が軽爆撃機との主な違いであった。
艦上攻撃機
航空母艦上で運用され、空戦を任務としない対地・対艦攻撃中心の艦上攻撃機は前世紀後半程度までは存在したが、マルチロール戦闘攻撃機が後継になった。
特殊例
F-117という前述の何れの種類に属さない攻撃機が存在したが、基本引退した（一部は維持されているとされる）。
旧日本陸海軍他で特別攻撃機が改造開発生産運用された事がある。
支援戦闘機
自衛隊では平和憲法との兼ね合いから「専守防衛」を旨としているため、以前の航空自衛隊では「攻撃」という表現を避け、諸外国の攻撃機に相当する機種を支援戦闘機と称していた。
任務は対艦攻撃、対地攻撃、近接航空支援と幅広く、状況に応じて航空脅威の対処にも使用される。しかし、戦闘機のマルチロール化の趨勢にしたがい、そのような機種の区別が不要かつ実態に合わなくなりつつあったため、2005年からは要撃戦闘機と支援戦闘機の区別を廃止し、単に「戦闘機」と呼称するようになった。
日本海軍の攻撃機
日本海軍では、急降下爆撃を行える機体を爆撃機、水平爆撃および雷撃のみを行える機体を攻撃機（艦上攻撃機および陸上攻撃機）と呼んだ。これは日本海軍独特の機種であった。
太平洋戦争末期の銀河は、機体強度を増して急降下爆撃が可能だったので、陸上爆撃機に分類されているものの、同様に急降下爆撃機を兼用する流星は攻撃機に分類されている。

## 主な攻撃機

### 第二次世界大戦
アメリカ合衆国
- P-38 ライトニング
- P-47 サンダーボルト
- F4U コルセア
- TBD デヴァステーター
- TBF/TBM アベンジャー

 イギリス
- ホーカー ハリケーン
- ホーカー タイフーン
- フェアリー ソードフィッシュ

 大日本帝国
- 九六式陸上攻撃機
- 一式陸上攻撃機
- 九七式艦上攻撃機
- 艦上攻撃機 天山
- 艦上攻撃機 流星
- 九七式軽爆撃機
- 九八式軽爆撃機
- 九九式襲撃機
- 二式複座戦闘機

 ドイツ国
- メッサーシュミット Bf110
- ヘンシェル Hs 123
- ヘンシェル Hs 129
- ユンカース Ju 87G

 ソビエト連邦
- イリューシン Il-2[注釈 1]
- イリューシン Il-10[注釈 1]

### 第二次世界大戦後
アメリカ合衆国
- A-1 スカイレイダー
- A-3 スカイウォーリアー
- A-4 スカイホーク
- A-6 イントルーダー
- A-7 コルセア II
- A-10 サンダーボルト II
- AV-8B ハリアー II
- F-117 ナイトホーク
- F/A-18 ホーネット
- AC-130

 イギリス
- スーパーマリン シミター
- ホーカー・シドレー ハリアー
- BAe シーハリアー
- ホーク100/200
- BAe ハリアー II

 イギリス/ イタリア/ 西ドイツ
- トーネード IDS

 イギリス/ フランス
- SEPECAT ジャギュア

 イタリア
- G.91
- アエルマッキ MB-339
- アレーニア・アエルマッキ M-346

 イタリア/ ブラジル
- AMX

 ソビエト連邦
- MiG-23BN[注釈 2]
- MiG-27[注釈 2]
- Su-7[注釈 2]
- Su-17[注釈 2]
- Su-24[注釈 2]
- Su-25[注釈 1]
- Yak-38[注釈 1]

 ロシア
- Yak-130

 チェコ
- L-159

 中国
- 強撃5型
- JH-7

 日本
- F-1[注釈 3]

 フランス
- ミラージュ 5/50
- エタンダールIV
- シュペルエタンダール

 フランス/ 西ドイツ
- アルファジェット

 ユーゴスラビア /  ルーマニア
- SOKO J-22 オラオ/IAR.23

チェコスロバキア
- L-39